# Episodi di 26 Men (prima stagione)
La prima stagione della serie televisiva 26 Men è andata in onda negli Stati Uniti dal 15 ottobre 1957 al 15 luglio 1958 in syndication.
| nº | Titolo originale        | Prima TV USA     |
| -- | ----------------------- | ---------------- |
| 1  | The Recruit             | 15 ottobre 1957  |
| 2  | Pinnacle Peak           | 22 ottobre 1957  |
| 3  | The Wild Bunch          | 29 ottobre 1957  |
| 4  | Border Incident         | 5 novembre 1957  |
| 5  | Destination Nowhere     | 12 novembre 1957 |
| 6  | Incident at Yuma        | 19 novembre 1957 |
| 7  | The Slater Brothers     | 26 novembre 1957 |
| 8  | Dead Man at Tucson      | 3 dicembre 1957  |
| 9  | Man on the Run          | 10 dicembre 1957 |
| 10 | The Big Rope            | 17 dicembre 1957 |
| 11 | Valley of Fear          | 24 dicembre 1957 |
| 12 | Indian Gunslinger       | 31 dicembre 1957 |
| 13 | Trail of Darkness       | 7 gennaio 1958   |
| 14 | Trade Me Deadly         | 14 gennaio 1958  |
| 15 | The Violent Land        | 21 gennaio 1958  |
| 16 | Panic at Bisbee         | 4 febbraio 1958  |
| 17 | Insurrection            | 11 febbraio 1958 |
| 18 | Slaughter Trail         | 18 febbraio 1958 |
| 19 | Gun Hand                | 25 febbraio 1958 |
| 20 | Cattle Embargo          | 4 marzo 1958     |
| 21 | Badge to Kill           | 11 marzo 1958    |
| 22 | Montezuma's Cave        | 18 marzo 1958    |
| 23 | Sundown Decision        | 25 marzo 1958    |
| 24 | The Parrish Gang        | 1º aprile 1958   |
| 25 | Hoax at Globe           | 8 aprile 1958    |
| 26 | The Bounty Hunter       | 15 aprile 1958   |
| 27 | Apache Winter           | 22 aprile 1958   |
| 28 | Legacy of Death         | 29 aprile 1958   |
| 29 | Chain Gang              | 6 maggio 1958    |
| 30 | The Bells of St. Thomas | 13 maggio 1958   |
| 31 | Hondo Man               | 20 maggio 1958   |
| 32 | The Vanquisher          | 27 maggio 1958   |
| 33 | The Ranger and the Lady | 3 giugno 1958    |
| 34 | Idol in the Dust        | 10 giugno 1958   |
| 35 | Runaway Stage           | 17 giugno 1958   |
| 36 | Wayward Gun             | 24 giugno 1958   |
| 37 | Hole Up                 | 1º luglio 1958   |
| 38 | The Unholy Partners     | 8 luglio 1958    |
| 39 | Killer's Trail          | 15 luglio 1958   |

## The Recruit
- Prima televisiva: 15 ottobre 1957

### Trama
- Guest star: Don Haggerty (Big Red Monahan), Fred Kohler, Jr. (dottor Adams), Bill French (Jones), James Cotton (Jud), Billy Murphy (Curley), Elizabeth Marshall (Lola Johnson), Bill Baucom (caporale Drake), William Fawcett (Sam Miller)

## Pinnacle Peak
- Prima televisiva: 22 ottobre 1957

### Trama
- Guest star: Jack Riggs (Doc), Gina Carr (Bea), John Cole (Tad), I. Stanford Jolley (Cincioni), Joe Angel (messicano Boy), Jim Norman (Arch), Ed Morgan (Buzz), Boyce Wright (Beldon), Tom Monroe (Walt Handy), Connie Buck (Maria), Hal Hopper (caporale Hillborn), Bill Baucom (Ranger Foster), Kay Appel (Mrs. Beldon)

## The Wild Bunch
- Prima televisiva: 29 ottobre 1957

### Trama
- Guest star: Jim Norman (scagnozzo), Ed Morgan (scagnozzo), Joe Angel (Chinaman), Robin Jewel (ragazza), Dot Johnson (donna), Bill Gillis (Ranger), Hal Hopper (Ranger Hillborn), Robert Pollard (Railroad Inspector), Norma Ward (Mary), Walter Crane (Wally), Bud Brown (Carmody), Jack Riggs (Mueller), Dusty Walker (Logan)

## Border Incident
- Prima televisiva: 5 novembre 1957
- Scritto da: Joe Richardson

### Trama
- Guest star: Jay Orent (messicano), Allegra Varron (Mrs. Morales), Ed Morgan (Dale), Jack Martin (Pete Martin), Joe Angel (John Morales), Ronnie Hansen (Sam Gorham), Lane Bradford (Scar Davis), Arthur Palmer (tenente Gomez), Rico Alaniz (Juan Morales)

## Destination Nowhere
- Prima televisiva: 12 novembre 1957
- Scritto da: Dwight Babcock

### Trama
- Guest star: Rico Alaniz, Boyce Wright, Gloria Rhoads, Lane Bradford, Walter Crane (governatore)

## Incident at Yuma
- Prima televisiva: 19 novembre 1957
- Scritto da: Ed Earl Repp

### Trama
- Guest star: Ed Morgan (Jawbone), Ronnie Hansen (Dirk Thompson), Jack Carr (Reb), Bud Brown (Ringo), Jack Riggs (Canuck), Boyce Wright (Ireland), Philip Tonge (Deputy Kane), Marjorie Stapp (Kit Thompson), Gregg Barton (Whale), Steve Conte (Lloyd Quinton)

## The Slater Brothers
- Prima televisiva: 26 novembre 1957
- Scritto da: Sam Roeca, Terence Maples, Tom Hubbard

### Trama
- Guest star: Jim Norman (Williams), Jack Riggs (Gilbert), Ed Morgan (ladro di bestiame), Bill Gillis (Charlie Hall), Bill Hall (Sam), Bud Brown (Karl Slater), George Ross (caporale Smith), Walter Crane (John Martin), Richard Garland (capitano Brock), Monte Blue (Frank Slater), Stanley Andrews (Jeremiah Kolb)

## Dead Man at Tucson
- Prima televisiva: 3 dicembre 1957

### Trama
- Guest star: Boyce Wright (Henry), Fred Shryer (Barney), Hal Hopper (sceriffo), Walter Crane (Frank Barlow), Gregg Barton (Foster Hatch), Philip Tonge (Matthew Devers), Richard Beymer (Tod Devers), Steve Conte (Cane Devers)

## Man on the Run
- Prima televisiva: 10 dicembre 1957
- Diretto da: Oliver Drake
- Scritto da: William George, Tom Hubbard, Sam Roeca

### Trama
- Guest star: Bill Gillis (caporale Hill), Ronnie Hansen (Pete Peters), Robert Pollard (sceriffo Wells), Jeanne Wood (Mrs. Howard), Stanley Andrews (Jeb Howard), Richard Garland (Jack Ralls), George Ross (Ben Howard)

## The Big Rope
- Prima televisiva: 17 dicembre 1957
- Scritto da: John K. Butler

### Trama
- Guest star: George Ray (reverendo Matthew Bingham), Lyn Thomas (Mary Bingham), Tom Cain (Ben Sobel), Gene Roth (Charles Lemker), Richard Reeves (Tony Snyder), Howard Negley (Paul Cullen), Harry Lauter (sceriffo Clyde Turner)

## Valley of Fear
- Prima televisiva: 24 dicembre 1957
- Scritto da: Sloan Nibley

### Trama
- Guest star: Phil Munch (giudice), Norman Macdonald (Lew), Michael Ivor (Carter), William Forrest (colonnello Underhill), James Canino (Stace Underhill), Tim Graham (zio Ben Larkin), Mickey Simpson (Ross Parker), Arthur Palmer (Marshal Peterson)

## Indian Gunslinger
- Prima televisiva: 31 dicembre 1957

### Trama
- Guest star: Tony Russel, Mickey Simpson (Alder)

## Trail of Darkness
- Prima televisiva: 7 gennaio 1958

### Trama
- Guest star: Mary Newton, Dorothy Johnson, Rayford Barnes, Paul Sorenson (Howard)

## Trade Me Deadly
- Prima televisiva: 14 gennaio 1958

### Trama
- Guest star: Dave Robard (Johnnie), Richard Reeves (Clay Hackett), Lee Pugh (Grady Hackett), Howard Negley (tenente Casteel), Harry Lauter (tenente Holloway), Robert Blake (Tobe Hackett), Gertrude Graner (Ma Hackett), Nancy Kilgas (June Claiborne)

## The Violent Land
- Prima televisiva: 21 gennaio 1958

### Trama
- Guest star: Rayford Barnes (Culmer)

## Panic at Bisbee
- Prima televisiva: 4 febbraio 1958

### Trama
- Guest star: Boyce Wright, Paul Sorenson, Robert Pollard, Tom Monroe, Hal Hopper, Bud Brown, Rayford Barnes, I. Stanford Jolley

## Insurrection
- Prima televisiva: 11 febbraio 1958

### Trama
- Guest star: Britt Lomond (Kosterlitzky), Jackie Blanchard (Stella), Walter Kelly

## Slaughter Trail
- Prima televisiva: 18 febbraio 1958

### Trama
- Guest star: Frank Richards, Britt Lomond, Walter Kelly, Fred Graham, Laurie Carroll, Rodney Bell, Alex Montoya

## Gun Hand
- Prima televisiva: 25 febbraio 1958

### Trama
- Guest star: Don C. Harvey (Bayliss), Jim Norman (Johnson), Frank Mullen (Kirby), Riley Hill (Haney), Alan Wells (Kabe), Joseph Crehan (Doc Hammerly), Jack James (Aaron Granger), Robert Swan (Holdren), Barbara Bestar (Gina Allison), Raymond Hatton (Jigger), Paul Picerni (Ben Thorpe), John Redmond (Ranger)

## Cattle Embargo
- Prima televisiva: 4 marzo 1958

### Trama
- Guest star: Kim Spalding, Alex Montoya, Steve Mitchell, Mauritz Hugo, Penny Edwards, Tom Hennesy

## Badge to Kill
- Prima televisiva: 11 marzo 1958

### Trama
- Guest star: Ralph Quita (Bula Fernandez), Joseph Crehan (Pat Higgins), Alan Wells (Carlson), Carole Campbell (Kay Whiteside), Jack James (Tyler), Barbara Bestar (Gina Thorpe), Robert Swan (Spooner), Paul Picerni (Ben Thorpe), Clarence Beaty (Ranger)

## Montezuma's Cave
- Prima televisiva: 18 marzo 1958

### Trama
- Guest star: Danny Zapien, Phillip Turich, Louis Lettieri, Don Diamond, William Henry (Blue), Robert Foulk (Romero)

## Sundown Decision
- Prima televisiva: 25 marzo 1958

### Trama
- Guest star: Steve Mitchell, Claire DuBrey, Penny Edwards, Harry Strang (Dehner), Mauritz Hugo (Arron), Kim Spalding

## The Parrish Gang
- Prima televisiva: 1º aprile 1958

### Trama
- Guest star: Hal Hopper, Anabel Shaw, Johnny Carpenter, Gregg Barton, Joe Kelsey (Marston), Robert Lowery (Parrish)

## Hoax at Globe
- Prima televisiva: 8 aprile 1958

### Trama
- Guest star: Robert Pollard, William Henry, Bill Gillis, Robert Foulk, Don Diamond

## The Bounty Hunter
- Prima televisiva: 15 aprile 1958
- Diretto da: Oliver Drake
- Scritto da: Frank Graves, Sloan Nibley

### Trama
- Guest star: Tommy Ivo (Tim Whitney), Gregg Barton (Muley Wilcox), Robert Lowery (Red Tanner), Harry Fleer (Ranger John), John Redmond (Ranger)

## Apache Winter
- Prima televisiva: 22 aprile 1958

### Trama
- Guest star:

## Legacy of Death
- Prima televisiva: 29 aprile 1958

### Trama
- Guest star: Ewing Mitchell (Benson), Peter Adams (Cal Ward), Clarence Beaty (Ranger), Roy Barcroft (Marshal Bill Stevens), Don Haggerty (Big Red Cassidy), Lynne Carter (Betty Evans), Helen Begam (Lola)

## Chain Gang
- Prima televisiva: 6 maggio 1958

### Trama
- Guest star: Dan Riss, Robert Pollard, Hal Hopper, Lane Bradford, Glenn Strange, Gregg Palmer (Andrew Shoreham), Lash La Rue (Ed Braddock)

## The Bells of St. Thomas
- Prima televisiva: 13 maggio 1958

### Trama
- Guest star: Dave Robard (Peter Redfox), Jack Riggs (Will Anders), John Redmond (Ranger), Ewing Mitchell (sceriffo Haley), Jack Buetel (Johnny Whitecloud), Pierce Lyden (Jake Norman), Jim Davis (padre Diego), Roy Barcroft (Luke Baxter)

## Hondo Man
- Prima televisiva: 20 maggio 1958

### Trama
- Guest star: Gregory Walcott, Herb Vigran, Ed Morgan, Fred Kohler, Jr., Milton Frome, Mickey Simpson (Alfred)

## The Vanquisher
- Prima televisiva: 27 maggio 1958

### Trama
- Guest star: Herb Vigran, Milton Frome, Jack Austin, Mickey Simpson (Trancas), Jacqueline Holt (Jennie), Gregg Palmer (Andrew Shoreham)

## The Ranger and the Lady
- Prima televisiva: 3 giugno 1958

### Trama
- Guest star: Jackie Loughery (Ruth), Alan Dinehart (Blaine), Carolyn Daniels (Barbara)

## Idol in the Dust
- Prima televisiva: 10 giugno 1958

### Trama
- Guest star: Steve Darrell, Dusty Walker

## Runaway Stage
- Prima televisiva: 17 giugno 1958

### Trama
- Guest star: Boyce Wright, Joe Pierce, Ralph Neff, Jack Austin, Baynes Barron, Jackie Loughery (Laura), Gregg Palmer (Andrew Shoreham)

## Wayward Gun
- Prima televisiva: 24 giugno 1958

### Trama
- Guest star: William Haade, Gail Ganley, William Fawcett, James Canino, Jack Buetel, Kenneth Becker, Clarence Beaty (Ranger), Hal Baylor, Doug McClure (Scarsted)

## Hole Up
- Prima televisiva: 1º luglio 1958

### Trama
- Guest star: Gregg Palmer (Andrew Shoreham), James Gavin, Paul E. Burns, Baynes Barron, Jack Austin

## The Unholy Partners
- Prima televisiva: 8 luglio 1958

### Trama
- Guest star: Doug McClure (Keith), Hal Baylor (Roper)

## Killer's Trail
- Prima televisiva: 15 luglio 1958

### Trama
- Guest star: George Keymas, William Haade, Gail Ganley, William Fawcett, Alan Dinehart, Carolyn Daniels, Claire Carleton, Paul E. Burns, Robert Lowery